# Valverde de Valmuza
Valverde de Valmuza es un despoblado español del municipio de Barbadillo, perteneciente a la provincia de Salamanca, en la comunidad autónoma de Castilla y León.

## Toponimia
El lugar puede aparecer referido como «Valverde de Valmuza» y «Valverde de la Valmuza».

## Historia
Hacia mediados del siglo XIX, el lugar, referido por entonces como una alquería perteneciente a Barbadillo, tenía contabilizada una población de seis habitantes. Aparece descrito en el decimoquinto volumen del Diccionario geográfico-estadístico-histórico de España y sus posesiones de Ultramar de Pascual Madoz con las siguientes palabras:

VALVERDE DE LA VALMUZA: alq. en la prov. y part. jud. de Salamanca, térm. municipal de Barbadillo. pobl.: 2 vec., 6 almas.
(Madoz, 1849, pp. 503-504)

En 2022, no tenía empadronado ningún habitante.